# Беличий мех (геральдика)

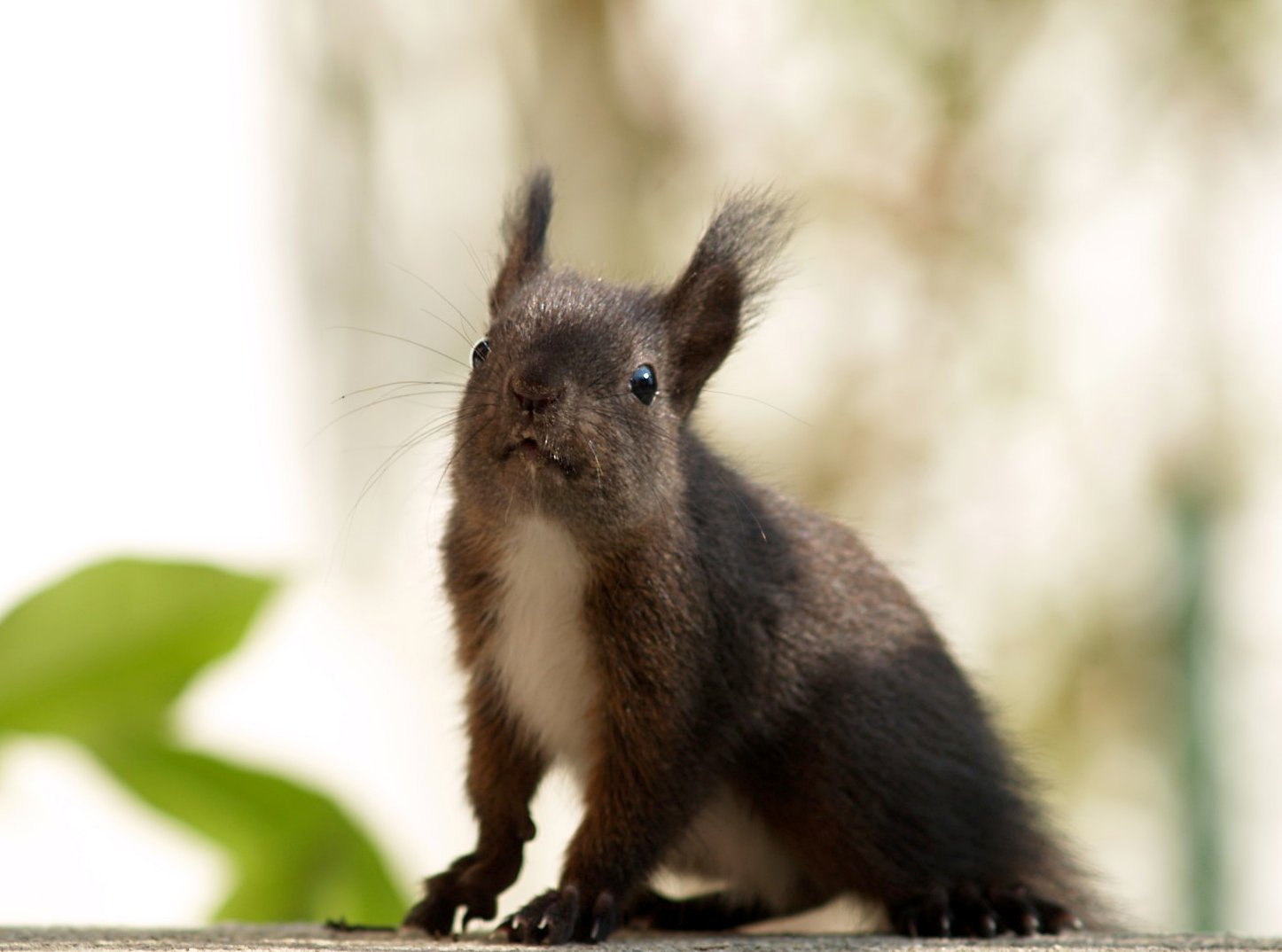
Зимний окрас обыкновенной белки

Беличий мех (vair) — один из двух мехов, традиционно используемых в русской и мировой геральдике.

## Особенности
Чаще всего использовался натуральный мех голубой (серой) белки. Обычай пришёл в средневековье и в геральдику от древних германцев, чьи боевые щиты покрывались мехами. Из меха достаточно легко можно было вырезать ту или иную фигуру, каковая и прибивалась затем к щиту гвоздями.
Особенность расцветки изделий из белки заключалась в чередовании серо-голубого и белого меха, так как шкурки сшивались, образуя чередование окраса спины и брюшка названого пушного зверька. Также весьма часто дорогой мех заменялся вырезками из дешёвой материи (сукно), в виде шашек, ромбов, фестонов и т. д.

## Шраффировка и цветовое отображение

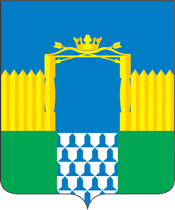
Беличий мех в гербе города Катайска

Графически в чёрно-белом варианте чаще всего обозначается белыми и чёрными щитовидными фигурами, расположенными попеременно. При изображении в цвете — чередуются серо-голубые и белые фигуры, иногда в естественном виде, но чаще посредством волнообразных линий или, с XIV века, под влиянием готического стиля, в виде так называемых «железных шапочек», образующих узор.
Железные шапочки обычно расположены рядами, чередуясь по окрасу. Название узору дано герольдами, вероятно, по причине сходства с боевыми шапками той эпохи. Обыкновенно принятое число железных шапочек — не более 2-х с половиной в каждом ряду, если их больше, то это называется «уменьшенным беличьим мехом», в обратном случае — «увеличенным беличьим мехом». Во французской геральдике установлено также определённое число рядов: если число рядов в щите превышает четыре, то это называется «menu-vair», когда же меньше, то называется «beffroy». Каждый ряд шапочек называется «tire».
Единичная, отдельно стоящая в щите железная шапочка считается в геральдике за простую фигуру и описывается как таковая.
Разновидности беличьего меха:
1. Обыкновенный беличий мех — синие железные шапочки в серебряном поле, расположенные рядами, поперек щита (Feh, vair).
2. Опрокинутый беличий мех (Sturzfeh) — синие шапочки опрокинутые, а белые — стоячие.
3. Поставленный в столбе (Pfahlfeh) — шапочки расположены одна под другой, так что вершина нижней опирается в основание верхней.
4. Поставленный в столб и опрокинутый (Sturzpfahlfeh).
5. Противобеличий (Cegenfeh, centre vair) — один ряд шапочек стоячий, а следующий опрокинутый, так что шапочки сходятся основаниями.
6. Противобеличий опрокинутый (Sturzgegenfeh) — опрокинутым является первый ряд, a стоячим — второй и т. д.
7. Беличий мех с разноцветными шапочками (неправильных цветов) (Buntfeh).
8. Беличий мех с горностаевыми шапочками (Hermelinfeh).
9. Беличий мех с крюковидными шапочками (Krütckenfeh, potent) — встречается лишь в английской геральдике.
10. Беличий мех с переменными крюковидными шапочками (Wechselkruckenfeh)[1].

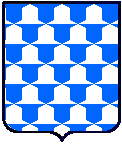
Vair, modern style
Vair ancien
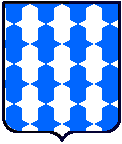
Counter-vair
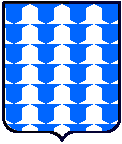
Vair in pale
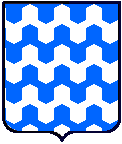
Vair-en-pointe
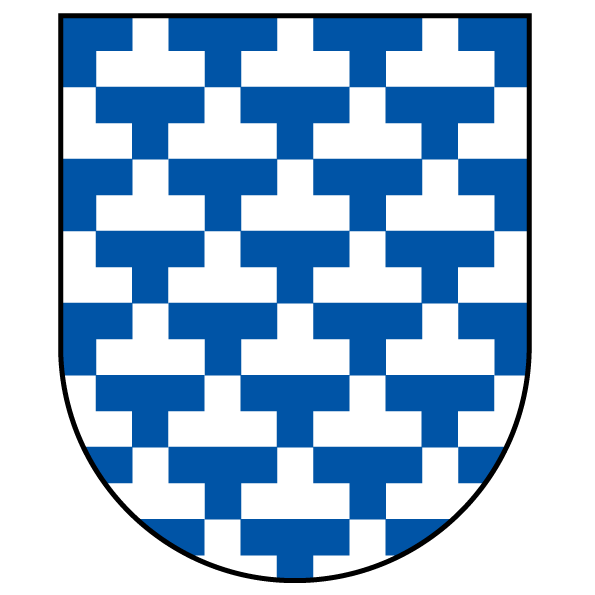
Potent
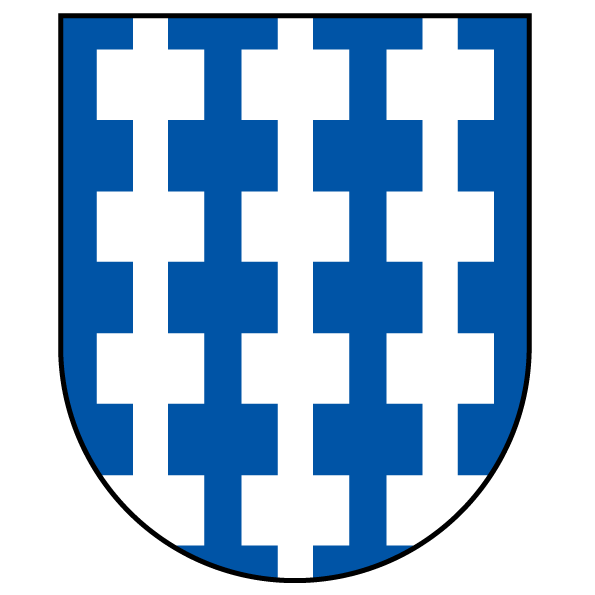
Counterpotent
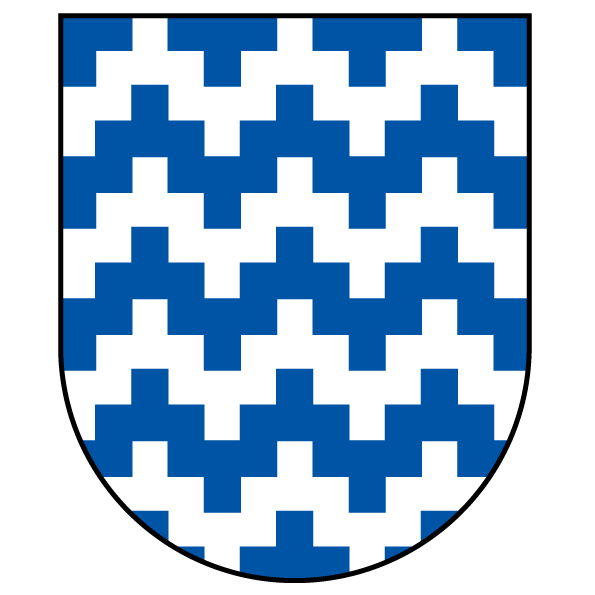
Potent-en-pointe